# Горець: Джерело
Горець: Джерело — американський фантастичний фільм 2007 року. Продовження фільму «Горець» (1986 рік). П'ятий фільм циклу. Єдиний з серії, що його не показували у кінотеатрах.
У головних ролях:
Едріан Пол — Дункан Маклауд.

## Сюжет
Місто зруйноване. Блукаючи по руїнах, Дункан Маклауд — Горець, згадує про щасливі часи, коли його кохання було поруч з ним. Зневірений та самотній, він набирає команду однодумців, серед яких його друг Мітос і смертний Джо Доусон — «Спостерігач». Весь світ безсмертних наближається до загибелі. В умовах, коли поширилися насильство та хаос, невеликий загін вирушає в дорогу, щоб знайти Джерело: артефакт або місце, де будь-який безсмертний зможе знайти прощення та знову стати простою людиною.

## Знімання фільму
За сюжетом фільму, події відбуваються десь у Східній Європі. Фільм знімали в Литві, показаний Тракайський замок, і руйнування Вільнюської телевежі